# Nạn phá rừng ở Việt Nam

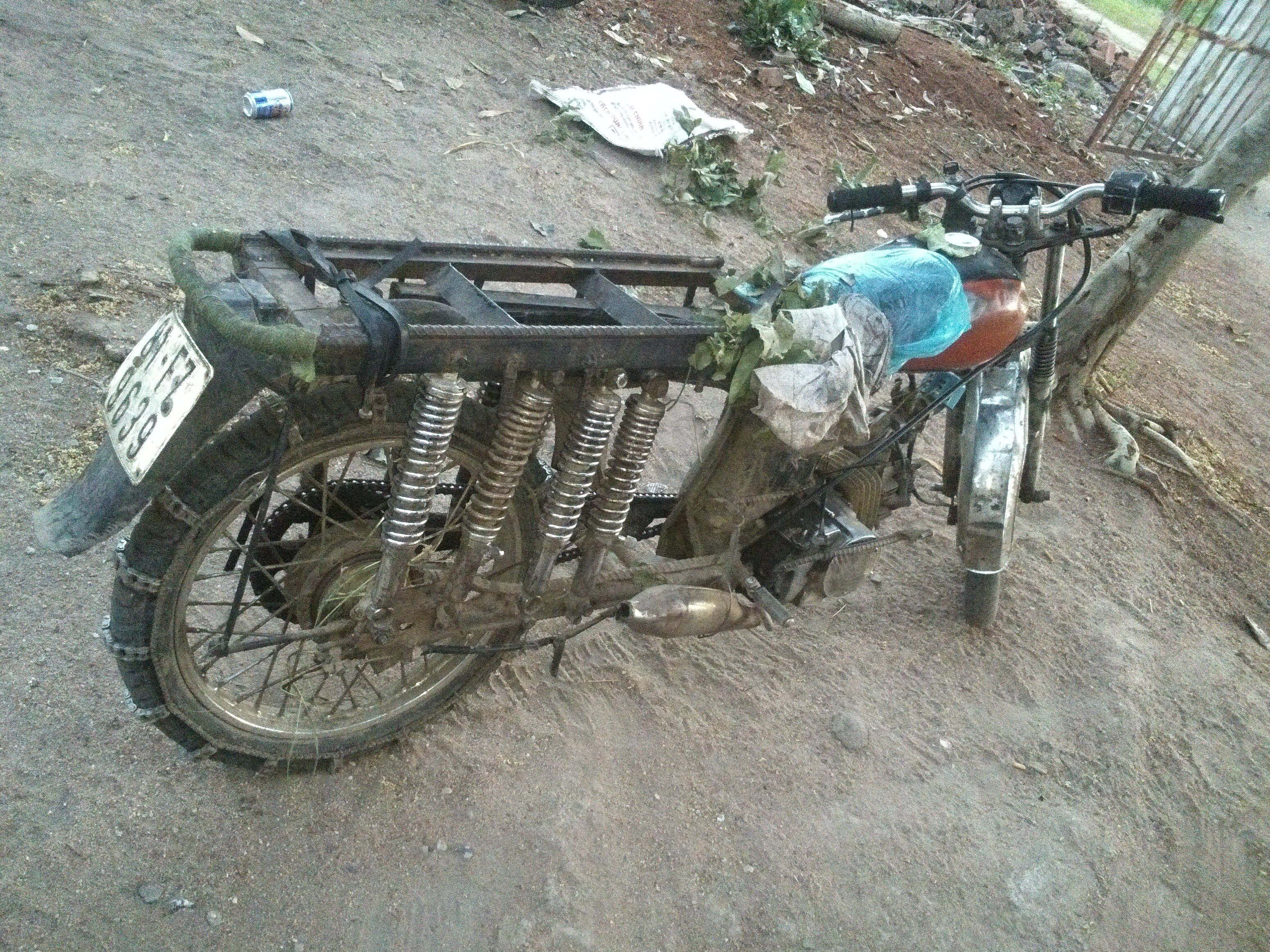
Xe đổ chế lâm tặc dùng để chở gỗ trái phép tại khu bảo tồn thiên nhiên Easô thuộc Tây Nguyên

Nạn phá rừng ở Việt Nam là một trong những vấn nạn ở Việt Nam. Theo báo cáo số liệu năm 2005 của Tổ chức Lương thực và Nông nghiệp Liên Hợp Quốc (FAO), Việt Nam là nước có tỉ lệ phá rừng nguyên sinh đứng thứ 2 trên thế giới, chỉ sau Nigeria. Nguyên nhân mất rừng do sự yếu kém và tham nhũng trong công tác bảo vệ rừng, sự thông đồng, cấu kết, tiếp tay, chia chác của các giới chức hữu quan cũng như lực lượng kiểm lâm đã tiếp tay cho lâm tặc chặt phá rừng. Các hình thức phá rừng ngày càng tinh vi và trắng trợn như chuyển đổi rừng, phê duyệt các dự án đầu tư đã gây bất bình trong dư luận nhưng lại bị chính quyền cố tình bỏ lơ. Bên cạnh đó nhờ các nỗ lực bảo vệ và trồng mới rừng của chính phủ Việt Nam, tỷ lệ che phủ rừng của Việt Nam không ngừng tăng lên từ năm 1996 đến nay nhưng tỷ lệ rừng tự nhiên trong tổng diện tích rừng lại giảm. 

## Thực trạng
Theo Tổng cục Lâm nghiệp (Bộ NN&PTNT), chỉ hơn 5 năm (2012-2017), diện tích rừng tự nhiên bị mất do chuyển mục đích sử dụng rừng tại các dự án được duyệt chiếm 89% tổng diện tích rừng giảm; còn lại là do phá rừng trái pháp luật làm mất 11%. Từ tổng hợp của 58 tỉnh, thành phố trên cả nước cho thấy, trong khoảng 5 năm qua, các cơ quan nhà nước đã phê duyệt chuyển mục đích sử dụng rừng gần 38.300 ha/1.892 dự án. Trong đó rừng tự nhiên gần 19.000 ha, rừng trồng hơn 15.800 ha, đất chưa có rừng quy hoạch cho lâm nghiệp trên 3.500 ha. Đáng lưu ý, một số vụ phá rừng nghiêm trọng ở các tỉnh Tây Nguyên, Quảng Nam, Quảng Ngãi, Bình Định, Nghệ An, Bắc Kạn, Điện Biên được phát hiện chậm.Theo Bộ NN&PTNT, chính việc xử lý thiếu kiên quyết, không nhất quán, thậm chí có biểu hiện né tránh trách nhiệm, làm ngơ, tiếp tay cho người phá rừng, gây thiệt hại lớn đối với tài nguyên rừng, gây bức xúc trong xã hội. 

### Tây Nguyên
Chỉ trong 5 năm (tính đến 2013), khu vực Tây Nguyên mất đến hơn 130.000 ha rừng (trong số 2,84 triệu ha). Trong đó rừng tự nhiên mất hơn 107.400 ha, rừng trồng mất trên 22.200 ha. Trong 5 năm qua các tỉnh Tây Nguyên đã cấp phép đầu tư cho hơn 700 dự án trên đất lâm nghiệp với tổng diện tích gần 216.000 ha, trong đó có hơn 100.000 ha chuyển sang trồng cao su. Tuy nhiên, phần lớn các doanh nghiệp lợi dụng dự án để chiếm phá, khai thác rừng hoặc không đủ năng lực tài chính, thiếu trách nhiệm khiến rừng bị tàn phá, lấn chiếm trái phép. Từ đầu năm 2017 đến nay phát hiện 757 vụ, tăng 88 vụ (13%), diện tích rừng bị thiệt hại gần 420 ha, tăng 145 ha (trên 50%) so với cùng kỳ 2016. Tại Đắk Nông, diện tích rừng bị phá từ đầu năm đến nay tới 225 ha, tăng gần 100 ha so với cùng kỳ năm ngoái.

### Tây Bắc
Ở khu vực Tây Bắc được nhắc đến nhiều là ở tỉnh Điện Biên. Tại huyện Mường Nhé, từ năm 2016 đến 9/2017, đã phát hiện 295 vụ phá rừng trái pháp luật, thiệt hại 288 ha rừng.

## Hậu quả

### Lũ lụt, sạt lở
GS Nguyễn Ngọc Lung, chuyên gia ngành lâm nghiệp Việt Nam cho rằng, lũ lụt, sạt lở ngày càng trầm trọng là do mất rừng. Rừng nhiệt đới có nhiều tầng, có cây 40-50m, dưới còn có thảm thực vật và các tầng cây khác. Nếu lượng mưa không lớn, nước chỉ ở trên tầng các lá cây, thậm chí không rơi được xuống đất. Còn khi nước mưa xuống đất, đã có lớp đầu thảo mục (cành, lá cây mục…) sẽ giữ nước tới 80-90% và ngấm dưới đất tạo thành mạch nước ngầm. Còn nước mặt 10-20% là lượng nhỏ, ít có khả năng gây lũ ống, lũ quét cho con người. Cũng theo ông, với các loại rừng khác, chỉ có tác dụng cản lũ và giữ nước khoảng 20-50% so với rừng tự nhiên.

### Gây đến nhiều loài vật bị tuyệt chủng
Rừng vốn là nhà của nhiều loài động vật, khi phá rừng, các loài động vật sẽ không còn nơi sống và sẽ chết dần chết mòn.

### Làm mất cân bằng khí hậu
Khi rừng bị phá hại, lượng carbon dioxide (CO2)  không còn bị cây rừng hấp thụ sẽ càng tăng cao dẫn đến tăng hiệu ứng nhà kính.

## Nỗ lực
Cộng đồng quốc tế đã phải có những nỗ lực yểm trợ. Theo Trung tâm giám sát bảo tồn thế giới, Việt Nam có gần 1.534 loài động thực vật và 10.500 loài thực vật có mạch, 3,4% đã được Liên minh Bảo tồn Thiên nhiên Quốc tế bảo vệ. Tổng diện tích rừng tại Việt Nam đã trải qua quá trình chuyển đổi, sau nhiều thập kỉ xảy ra nạn phá rừng thì độ che phủ của rừng đã tăng lên đáng kể từ đầu những năm 1990. Vào năm 2005, Khoảng 12.931.000 ha (tương đương với 39,7% diện tích đất của Việt Nam) đã được trồng rừng, mặc dù chỉ có khoảng 85.000 ha (0,7% của độ che phủ đất) là rừng nguyên sinh, với nhiều hình thức rừng khác nhau. Đến năm 2018, diện tích đất có rừng ở Việt Nam là 14.491.295 ha. Trong đó, có 10.255.525 ha rừng tự nhiên; 4.235.770 ha rừng trồng. Diện tích đất có rừng đủ tiêu chuẩn để tính tỉ lệ che phủ toàn quốc là 13.785.642 ha, tỉ lệ che phủ là 41,65%. Năm 2019 tỷ lệ che phủ rừng đạt khoảng 41,85%.